# Passalora tithoniae
Passalora tithoniae är en svampart som först beskrevs av R.E.D. Baker & W.T. Dale, och fick sitt nu gällande namn av U. Braun & Crous 2003. Passalora tithoniae ingår i släktet Passalora och familjen Mycosphaerellaceae.   Inga underarter finns listade i Catalogue of Life.